# Мельцо
Ме́льцо (итал. Melzo) — город в Италии с 18 319 жителями в Метрополитенском городе Милане в области Ломбардия. Он находится около 12 км от Милана, 35 от Бергамо и 10 от аэропорта Линате.
Покровителями коммуны почитаются святой Александр из Бергамо и святая Маргарита Антиохийская, празднование в Великий Понедельник.
Плотность населения составляет 1 865,48 чел./км². Занимает площадь 9,82 км². Почтовый индекс — 20066. Телефонный код — 02.

## Города-побратимы
- Вильяфранка-дель-Пенедес, Испания